# Danh sách di sản thế giới tại Campuchia
UNESCO đã công nhận 3 di sản thế giới tại Campuchia và tất cả đều là di sản văn hóa. Di sản đầu tiên được công nhận là Quần thể Angkor được công nhận vào năm 1992. Ngoài ra, Campuchia cũng có 8 địa điểm nằm trong danh sách di sản dự kiến được xét công nhận trong tương lai.

## Danh sách

### Vị trí trên bản đồ
Dưới đây là vị trí của các di sản thế giới được UNESCO (chấm tròn đỏ) công nhận và các di sản dự kiến (biểu tượng di chỉ)

### Danh sách di sản
| Tên                                                               | Hình ảnh | Vị trí                     | Tiêu chuẩn              | Diện tích ha (mẫu Anh) | Năm công nhận | Mô tả | Tham chiếu |
| ----------------------------------------------------------------- | -------- | -------------------------- | ----------------------- | ---------------------- | ------------- | ----- | ---------- |
| Angkor                                                            |          | Xiêm Riệp                  | Văn hóa: i, ii, iii, iv | 40.100 (99.000)        | 1992          |       | [ 2 ]      |
| Đền Preah Vihear                                                  |          | Choam Khsant, Preah Vihear | Văn hóa: i              | 154,7 (382)            | 2008          |       | [ 3 ]      |
| Khu vực đền Sambor Prei Kuk, di chỉ khảo cổ học của Ishanapura cổ |          | Kampong Thom               | Văn hóa: ii, iii, vi    | 2.500 (6.200)          | 2017          |       | [ 4 ]      |

### Di sản dự kiến
Dưới đây là danh sách 8 di sản dự kiến của Campuchia sẽ được UNESCO xét công nhận trong tương lai.
- Di chỉ khảo cổ Koh Ker (1992)
- Các di chỉ Kulen (1992)
- Di chỉ của Angkor Borei và Phnom Da (1992)
- Di chỉ Oudong (1992)
- Quần thể di tích Beng Mealea (1992)
- Quần thể di tích Preah Khan Kompong Svay (1992)
- Quần thể đền Banteay Chhmar (1992)
- Quần thể di tích Banteay Prei Nokor (1992)